# Spannmålsgnagare
Spannmålsgnagare (Tenebroides mauritanicus) är en skalbaggsart som först beskrevs av Linnaeus.  Spannmålsgnagare ingår i släktet Tenebroides och familjen flatbaggar. Arten är tillfälligt reproducerande i Sverige. Inga underarter finns listade i Catalogue of Life.

## Bildgalleri

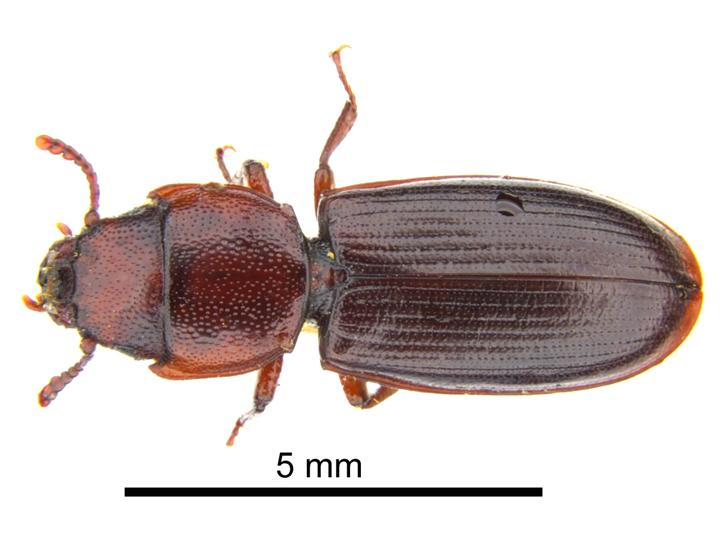
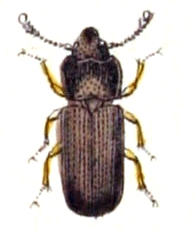